# Sumeris
Els sumeris van ser el poble que va donar origen a la civilització sumèria cap al 5000 aC. Va acabar barrejat i després absorbit pels accadis (semites) cap al 1900 aC. També es diu sumèria la seva llengua.
L'origen dels sumeris no s'ha pogut esbrinar. Se'ls ha suposat un origen a Pèrsia, però les proves són molt minses. Molts historiadors suposen un desenvolupament autòcton (fases de Eridu, El Obeid i Uruk, del 5000 aC al 2750 aC) continuat, amb aportacions externes de difícil determinació, iranianes o de més a l'est.
A l'època primitiva d'Uruk els pobles semites començaren a establir-se a Sumer i a la futura Acàdia. Els semites rebien contínuament nous contingents de nòmades que es volien establir a les ciutats, però els sumeris no rebien aportacions exteriors. La llengua accadiana, derivada del semita, va acabar imposant-se, i va fer desaparèixer el sumeri.
La seva llengua és aglutinant: combina paraules invariables. En aquest grup hi ha l'elamita, el protohitita, i l'hurrita-urartià, però cap d'aquestes llengües no té relació amb el sumeri. Tampoc no s'han pogut trobar lligams amb les altres llengües aglutinants, com el finohongarès, mongol, llengües turques, basc, o georgià. Les llengües aglutinants es divideixen segons que anteposin o posposin les desinències, o les anteposin i posposin. El sumeri fa l'anteposició i la postposició, és a dir, com el georgià i el basc.

## Els inicis de la religió sumèria
La religió sumèria comença abans del tercer mil·lenni aC. Les seves arrels són a la prehistòria de la civilització sumèria, abans de la invenció de l'escriptura o de la formació de ciutats estat. Al primer panteó sumeri hi havia déus per al sol, la lluna, el cel, i la terra, i també deïtats per al creixement, i les serps. Les deïtats mancaven de trets antropomòrfics, i no tenien cap jerarquia clara.
Un cop els sumeris van haver creat les ciutats estat, la seva religió va canviar. Els déus prehistòrics van prendre característiques humanes, incloent-hi gènere i epítets propiciadors. Els déus prehistòrics supervivents eren:
Utu, el déu sol, Nanna, el déu de la lluna, An, el déu cel, Inanna, la deessa cel, Enki, el déu terra, Enlil, el déu aire, Ninhursag, la dama de les Muntanyes, Ninazu, el senyor de la curació, Ningishzida, el senyor de l'Arbre de la Veritat.
Cap al final del tercer mil·lenni, moltes d'aquestes deïtats eren igual que les seves homòlogues semítiques: Utu era igual com Shamash, Nanna com Sin, i Enki com Ea.

## L'estat
Durant el període d'Uruk, cada ciutat estava al voltant d'un llarg temple dedicat als seus déus o deesses patrons. Al temple li calia una gran burocràcia per a administrar els rituals quotidians com també una gran quantitat de terra per a subministrar els sacrificis freqüents. Tenia un conjunt de cambres al costat tant per a la residència dels déus com també els dormitoris dels sacerdots del temple. Finalment va adquirir els atributs associats amb el palau del rei, com ara dormitoris especials per als consorts i família dels déus, i un pati per a rebre els visitants. El temple ciutat era realment la 'casa' dels déus patrons on normalment hi tenien una habitació especial contenint una estàtua que representava el déu a la terra. Els funcionaris del temple portaven menjar o regals a l'estàtua com una forma de tribut i com a nodriment del déu. De vegades les elits podien posar estàtues d'ells mateixos a les cambres privades dels déus al costat de menjar i beure, com a significat més directe de súplica.
Un déu protector de la ciutat estava 'casat' amb el líder triat per la ciutat: l'En, que originalment feia tant les funcions cíviques i religioses com a cap d'estat, com les del temple. Al començament de cada primavera el legislador de la ciutat oferia els "primers fruits" de la collita al déu patró. A canvi el déu li prometia un any de prosperitat. El déu estava acompanyat pels 'ministres' divins, que servien com a intermediaris amb el poble, igual que els legisladors humans tenien els seus subordinats. Els adoradors dels déus sovint feien pregàries a aquests ministres més que al déu directament.

## Cultes regionals
Encara que totes les ciutats estat sumèries tenien deïtats locals, també hi havia cultes regionals, i ciutats especials que influïen a les altres ciutats. La més notable va ser Nippur, que va ser elevada a la importància religiosa pel rei Enmebaragesi a mitjans del tercer mil·lenni. Enmebaragesi va convertir el temple d'Enlil en un culte nacional, i va fer que Enlil fos el seu déu protector. Més endavant, Enlil va esdevenir el déu que va inspirar els legisladors.
La desfilada urbana dels déus
A moltes ciutats, les estàtues dels déus patrons es portaven pels carrers un cop l'any per a exhibir-les al poble. Igual com un rei podia voltar pel seu domini, els déus de la ciutat es portaven en lliteres en una desfilada festiva pels carrers.

## La família
Encara que l'aspecte més visible de la religió sumèria era el culte al temple, la religió també va influir als aspectes més privats de la societat.
Els sumeris tenien fortes connexions amb la seva família, fins i tot després de la mort. Creien que l'esperit d'un membre familiar difunt tenia lligams amb el món dels vius, i necessitava el suport de la seva família al més enllà. Per això, just quan la gent periòdicament feia ofrenes als déus locals com a signe de respecte i propiciació, també farien ofrenes als seus avantpassats difunts, que eren sovint enterrats a sota de la casa. D'ençà del període d'Ur III, algunes elits van fer capelles familiars a una ala especial de la casa dedicada al culte als avantpassats. La sofisticació d'aquestes capelles anaven des de enterraments senzills amb eines o plats, fins a fer-hi un tub des de la superfície fins a la cripta per donar menjar regularment als difunts.
Els sumeris creien que si els esperits familiars no s'enterraven, alimentaven, i reverenciaven apropiadament, podien perseguir la família i fer-los mal. Això explica la preocupació dels sumeris per l'enterrament dels morts, i la creença que les desgràcies personals sovint eren per culpa d'una manca d'atenció a algun déu o esperit familiar.

## Les dones a la societat
Hi ha un altre aspecte destacable a la societat sumèria, i és la posició de les dones. Tot i que els homes tenien el poder, les dones tenien drets semblants. A les classes altes tenien una situació molt semblant a la dels homes. Les dones podien treballar com llevadores, doctores-herbolàries, teixidores, cerveseres, i terrissaires. Prenien part a la construcció de canals de reg, i a les tasques del camp. Eren propietàries dels seus dots, i podien comprar i vendre propietats. Per fer-ho, tenien segells propis diferents dels dels seus marits, per signar les tauletes d'argila on s'escrivien les transaccions. Els delictes contra les dones, com la violació, eren castigats amb severitat.
Tot i això, les dones cobraven la meitat que els hòmens per fer feines semblants, i les compensacions que rebien si eren víctimes d'un delicte també eren més baixes. Sobre el matrimoni, tenien l'obligació de donar fills al marit. Si no podien fer-ho, podien ser repudiades, o havien de donar-li una esclava al marit perquè li donara fills.

## Endevinació i auguri
Els sumeris entenien l'endevinació com una correlació entre les causes divines i els efectes terrenals. Rarament era de naturalesa mística o xamanística. Els sumeris van fer catàlegs extensos escrivint fenòmens inusuals. La forma més corrent era: "Si el cas és X, llavors passarà Y". Per exemple, un text diu que "Si un home té la cara vermella i li surt l'ull dret, serà devorat per gossos lluny de casa seva". Les prediccions incloïen una explicació.
De vegades els sumeris fins i tot van parlar de fets imaginaris. Per exemple, un auguri parla de les bufetes biliars del fetge d'un animal: comença amb dues bufetes, però llavors parla de tres, quatre, i fins a set bufetes. Un altre text parla dels nens que una dona pareix de cop, començant per dos bessons però arriba a nou bessons. Certament, els sumeris no havien vist mai cap animal amb set bufetes biliars, ni nou bessons, però això no vol pas dir que ho veiessin impossible. L'endevinació sumèria tractava de les desviacions inusuals. Els auguris eren signes dels déus, i com que els déus eren senyors del món podien fer qualsevol cosa.

### Substitució
Els sumeris creien que era possible transferir ira malèfica o divina d'un subjecte a un substitut. Això era particularment veritat amb malediccions i malalties. Alguns textos parlen de rituals on algú podia transferir la seva malaltia a una figura d'argila o un animal viu. Per fer-ho, el substitut havia d'estar a prop del pacient, o estar lligat simbòlicament.
L'exemple més inusual i fascinant de substitució és el "rei substitut". La idea va ser més important durant el període neoassiri, però va aparèixer molt abans. De vegades hi havia un auguri que preveia mala fortuna per al cap d'estat (per exemple, un eclipsi solar). Per tal d'allunyar-la del rei, els endevinadors reials triaven un home poc important, i el disfressaven de rei temporalment. Estava assegut al tron del rei, portava la seva roba i guarniments, i hi posaven una dona perquè semblés la reina. El rei autèntic s'amagava. Després d'un temps, el rei tornava, i el substitut i la seva dona temporal eren sacrificats.